# Thermosphaeroma macrura
Thermosphaeroma macrura é uma espécie de crustáceo da família Sphaeromatidae.
É endémica do México.